# Backrooms

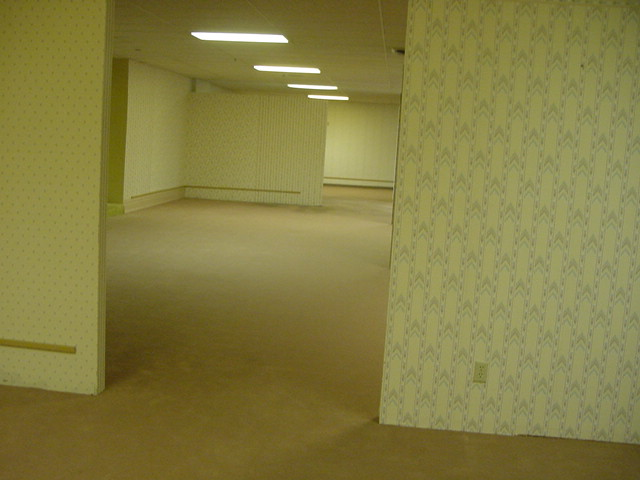
L'immagine originale delle Backrooms.

Le Backrooms sono un fenomeno di internet diffusosi nei primi anni 2020 che descrive un luogo fittizio e surreale solitamente rappresentato come un'immensa estensione extradimensionale di stanze vuote, un infinito labirinto di muri gialli e altri ambienti liminali, accessibile uscendo dalla realtà mediante il "noclip". Il fenomeno delle Backrooms è nato nel 2019 su 4chan, suscitando una forte influenza sul web; fa parte del sottogenere horror denominato Creepypasta. 
Il termine inglese backroom (letteralmente "stanza sul retro") si riferisce normalmente a una stanza privata collocata nel retro di una struttura.

## Storia
Il fenomeno delle Backrooms ha avuto origine da un thread pubblicato sulla board /x/ di 4chan il 12 maggio 2019, in cui un utente anonimo chiedeva ad altri di "pubblicare immagini inquietanti che sembrino semplicemente sbagliate". Lì è stata caricata la prima foto che ritrae le Backrooms, presentando un'immagine leggermente inclinata di un corridoio di colore giallo. Un altro utente anonimo ha commentato la foto con la prima storia sulle Backrooms, affermando che si entra nelle Backrooms nel momento in cui "avviene un noclip che porta dalla realtà alle aree sbagliate" (il noclip è un termine legato ai videogiochi - proveniente da Doom - indicante quando un giocatore passa attraverso un confine fisico, che altrimenti bloccherebbe il suo avanzare lungo una strada.)
Dopo che il post di 4chan ha guadagnato fama, diversi utenti di internet hanno iniziato a redigere storie dell'orrore relative alle Backrooms. Inoltre, molti meme sono stati creati e condivisi sui social media, rendendo ulteriormente popolare la creepypasta. Alcuni hanno anche affermato di aver già visto l'immagine da qualche parte; secondo Manning Patston di Happy Mag, questi commenti erano "esistenziali, vuoti e terrorizzati". Patston ha anche commentato l'uso del termine "noclip", interpretandolo come "glitch in cui vengono abbattuti i muri della realtà", come l'esistenza dei doppelgänger. Confrontando la struttura con il design dei livelli del franchise di Resident Evil, Kaitlyn Kubrick di Somag News ha definito le Backrooms "la terrificante creepypasta dei sogni maledetti".
La posizione della foto originale delle Backrooms rimase sconosciuta fino a maggio 2024, quando una comunità di Discord incentrata sulle Backrooms riuscì a rintracciarne l'origine: si tratta di un'immagine catturata durante la ristrutturazione di "un vecchio negozio di arredamento pieno di pareti scorrevoli e mura finte" a Oshkosh, una cittadina nello stato americano del Wisconsin. La creepypasta è stata anche associata al concetto di kenopsia, coniato per la prima volta in The Dictionary of Obscure Sorrows: "l'atmosfera inquietante e triste di un luogo che di solito è affollato di persone ma che ora è abbandonato e tranquillo".

## Descrizione

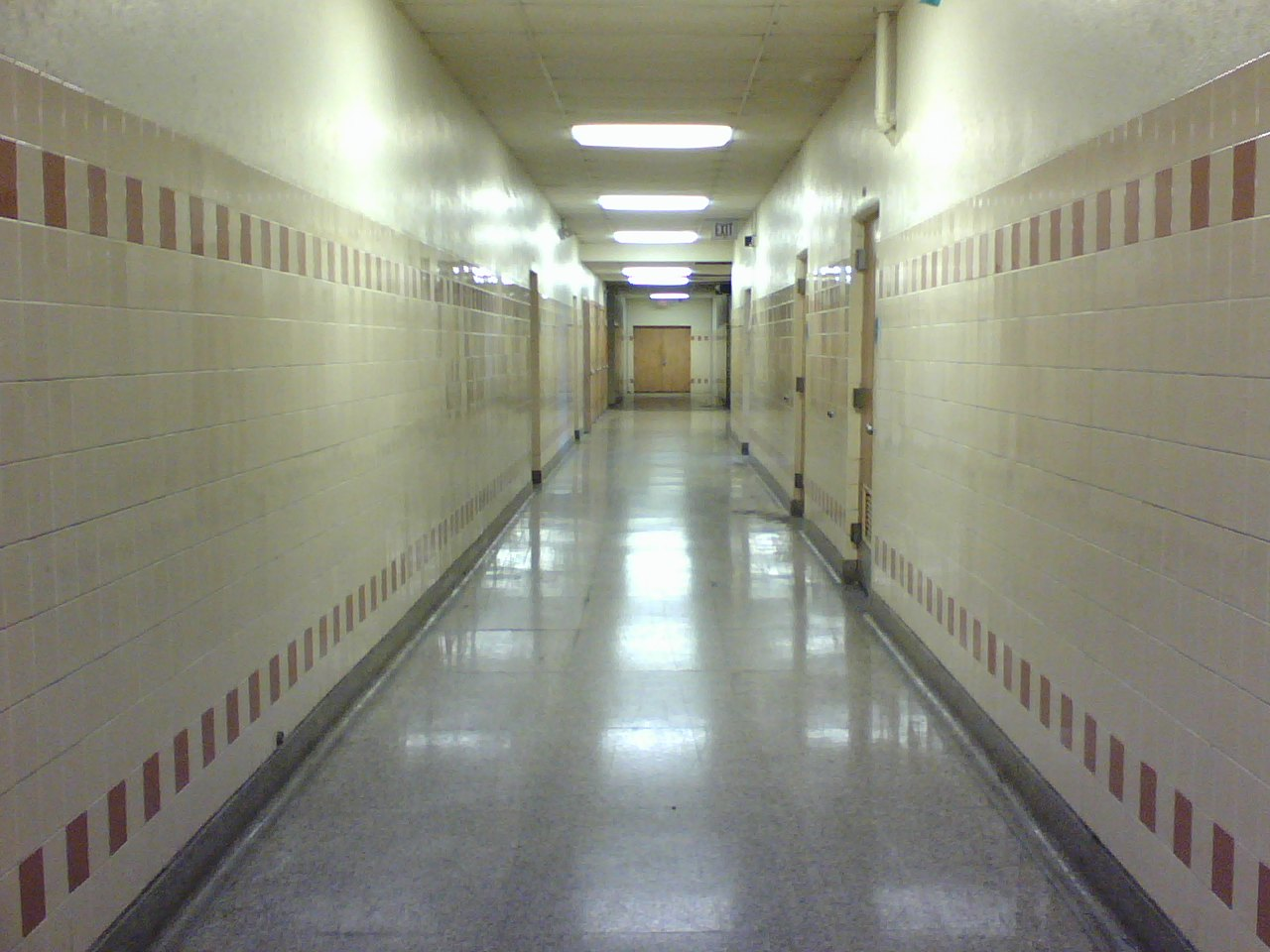
Le Backrooms sono associate all'estetica degli spazi liminali popolare su internet, che è contraddistinta da immagini di spazi disabitati e inquietanti, come questo corridoio vuoto di un liceo.

Le Backrooms sono caratterizzate da un labirinto che si estende indefinitamente, in una realtà non-realtà al di fuori di ogni limite spazio-temporale, fatto di stanze tutte uguali, illuminate da luci al neon che ronzano ininterrottamente; le pareti sono rivestite di carta da parati di colore giallo e il pavimento è caratterizzato dalla presenza di moquette umida.
Sebbene gli utenti di internet abbiano ampliato questo concetto, creando diversi "livelli" di Backrooms e "entità" che li abitano, la versione originale proveniva da un commento di due paragrafi sotto un post di 4chan che aveva come tema principale alcune "immagini inquietanti", in cui un utente anonimo ha inventato una storia basata su una delle foto. Le Backrooms hanno similitudini con vari altri trend e media horror, tra cui le fotografie degli spazi liminali, ovvero al livello della soglia della coscienza, il progetto di narrativa collaborativa della Fondazione SCP e il progetto musicale Everywhere at the End of Time di The Caretaker.
Dalla loro creazione originale, le Backrooms sono state ampliate in varie altre forme di media e fenomeni culturali del web, inclusi video di YouTube, videogiochi e wiki di narrativa collaborativa. 
All'interno delle wiki a tema Backrooms sono presenti centinaia di livelli ideati dai fan, con relative foto e "classi di pericolosità", secondo un format influenzato dalla wiki di SCP. Il canone più accettato vuole che ci siano nove livelli distinti, numerati dallo 0 all'8: Livello 0, l'originale dalle pareti gialle monocromatiche, soprannominato talvolta anche "The Lobby" o "The Tutorial Zone"; Livello 1 “Habitable Zone" o "Parking Zone“; Livello 2 “Pipe Dreams“; Livello 3 "Electrical Station"; Livello 4 "The Abandoned Office“; Livello 5 "The Terror Hotel"; Livello 6 "Lights Out"; Livello 7 “Thalassophobia“; Livello 8 "Cave System".

## Accoglienza
Le Backrooms sono diventate presto popolari tra gli utenti di internet, che ne hanno commentato la loro inquietudine. La creepypasta è stata anche citata come l'origine e l'esempio più noto del trend di internet degli spazi liminali, ovvero foto che evocano "un senso di nostalgia, smarrimento e incertezza"; l'hashtag "#liminalspaces" ha accumulato più di 1,5 miliardi di visualizzazioni sulla piattaforma social media TikTok. Quando una donna statunitense, Claire Scheulin, ha trovato un centro commerciale abbandonato sotto il suo Airbnb, i commentatori di Internet hanno confrontato le sue foto del luogo con l'immagine originale di Backrooms.
Gli aspetti horror delle Backrooms sono stati paragonati alle teorie del complotto sugli UFO nell'Area 51, a The Shining del regista Stanley Kubrick, alla leggenda metropolitana di Herobrine nella community di Minecraft e al film Us del 2019. È stato anche notato che le sue stanze ambigue presentano somiglianze con le storie dell'orrore della Fondazione SCP, in particolare SCP-3008 (un ramo di IKEA che contiene uno spazio interno infinito all'interno di una dimensione tascabile) e con i vaghi edifici di Control (2019). Dazed ha definito le Backrooms un esempio di "folklore internettiano".

## Impatto e popolarità

### Film
Nel gennaio 2022, un cortometraggio horror intitolato The Backrooms (Found Footage) è stato caricato sul canale YouTube del regista allora sedicenne Kane Parsons (Kane Pixels su YouTube). Venne presentato come una registrazione del 1996 di un giovane cameraman che entra accidentalmente nel luogo, scappando da entità ed entrando in altri livelli. Il film utilizza sia filmati live-action che rendering 3D Blender, nonché altre tecniche per creare effetti come il movimento della fotocamera e il filtro VHS. Classificato da alcuni come "horror analogico", il corto ha ricevuto molti consensi: Erica Russell di WPST lo ha definito "il video più spaventoso su Internet", mentre Mary Beth McAndrews di Dread Central lo ha paragonato al videogioco del 2019 Control e "guardato 10 volte".
Alcuni sono rimasti sorpresi da ciò che Parsons ha prodotto con le poche risorse a sua disposizione: Jai Alexis del sito web PopHorror è rimasto sorpreso dall'età del regista, mentre The Awesomer ha notato che Backrooms "mostra come creare tensione senza un budget". Rob Beschizza di Boing Boing ha ipotizzato che la creepypasta finirà per "diventare un film hollywoodiano di 2 ore lucido, ma triste", paragonando questa previsione alla creepypasta di Slender Man e al suo adattamento cinematografico del 2018. Nel descrivere un meme delle Backrooms, Tanner Fox di GameRant ha definito il cortometraggio "un orologio paralizzante che racchiude un bel po' di terrore nella sua breve durata".
Da allora Parsons ha caricato altri nove video relativi alle Backrooms in ordine non cronologico: Il Terzo Test, Primo Contatto, Persone Scomparse, Video Informativo, Rapporto dell'Autopsia, Movimento Rilevato, Prototipo, Insidie e Rapporto. Tutti ruotano attorno all'immaginaria Async Foundation, che trova ed esplora i livelli delle Backrooms al fine di risolvere "tutti i bisogni abitativi e di archiviazione attuali e futuri", riferendosi - è detto in Video Informativo - al luogo come Project KV31. Ci sono anche tre video delle Backrooms non elencati caricati da Kane, uno dei quali fa riferimento al terremoto di Loma Prieta del 1989. La trama di questa serie non è influenzata da altri lavori come ad esempio le Wiki.
Il 6 febbraio 2023, A24 ha annunciato di essere al lavoro su un adattamento cinematografico di The Backrooms, con Parsons pronto a dirigerlo durante le sue vacanze estive. Roberto Patino scriverà la sceneggiatura, e sarà prodotto da James Wan, Michael Clear di Atomic Monster Productions, Shawn Levy, Dan Cohen e Dan Levine di 21 Laps Entertainment.
Le Backrooms hanno influenzato la produzione della serie televisiva Severance di AppleTV+.

### Videogiochi
- Il 12 febbraio 2022, un utente di Reddit ha mostrato una mappa di Minecraft basata sul concetto delle Backrooms. A partire dal 5 luglio 2025, la mod è ancora in fase di sviluppo, con Thomas McNulty di Screen Rant che afferma che anche le "entità" saranno presenti sulla mappa.[34]
- Le Backrooms sono state anche la base per l'omonimo gioco horror, pubblicato nel 2019 dallo studio di giochi indie Pie on a Plate Productions.[35][36] È stato elogiato per la sua forma di orrore, con lo scrittore di Bloody Disgusting Michael L Sandal che lo ha paragonato alle opere della scrittrice Charlotte Perkins Gilman.[37] L'autore Sigma Klim di Guru Gamer ha ritenuto che il gioco sia qualcosa di unico in mezzo a quelli che ha definito i "cliché e i motivi abusati" della maggior parte dei contenuti horror, paragonandolo a Yume Nikki del 2004,[38], mentre PCMag lo ha premiato con una "menzione d'onore" tra una classifica dei "migliori giochi gratuiti di Steam" per la sua atmosfera "snervante" e "esasperante", "nonostante sia un titolo incredibilmente breve".[39]
- Altri giochi pubblicati basati sulle Backrooms includono The Backrooms Simulator, Enter the Backrooms ed Escape the Backrooms, usciti rispettivamente nel 2019, nel 2021 e nel 2022.[40][41][42]